# Lista de personagens da série Robôs de Isaac Asimov
Esta página é uma lista dos personagens da Série Robôs de Isaac Asimov.

## Kelden Amadiro
Kelden Amadiro é um "Spacer nas novelas The Robots of Dawn e Robots and Empire.
Ele é o "cabeça"do Instituto de Robótica em Aurora.Ele é conhecido por contribuir extremamente na expansão da Terra para outros planetas e no final tenta destruir a terra para inpedir a propagação de radiação na sua crosta.

## Milton Ashe
Milton Ashe aparece por um pequeno tempo no Capítulo 5 de I, Robot ("Mentiroso!"). Ele é descrito como "o jovem oficial da U.S. Robôs & Homens Mecânicos S.A.,e presa muito por seu posto."

## Bentley Barley
'Bentley Baley é um personagem ficcional na Série Robôs. Ele é filho de Elijah Baley.
Barley foi creditado por começar a "exploração espacial inter estelar". Ele é responsável pela fundação da Barleyword (depois conhecida como "Comparellon"),o primeiro a colonizar o mundo de "Settlers".

## Daneel Giskard Baley
Daneel Giskard Baley é a sétima-geração descendente de Elijah Baley,quem viajou com Gladia Delmarre para Solaria e Comporellon.
Gladia depois se apaixonou por ele.

## Elijah Baley
Elijah (lije) Baley é detetive de homicídios na cidade de Nova Iorque Força Policial.
Em The Caves of Steel, ele se muda para "Space". Lá ele recebe um robô ajudante, R. Daneel Olivaw, com quem se torna amigo de longa data,aparecendo juntos por mais dois livros.

## Peter Bogert
Dr. Peter Bogert era o segundo no comando depois de Alfred Lanning.Ele algumas vezes é caracterizado como "tentando tomar a posição de Lanning". Ele é,contudo,um brilhante matemático e é,algumas vezes,bem sucedido nas histórias em que ele aparece,peuncipalmente aqueles com Susan Calvin como personagem principal.Em"Mentiroso!" ele pergunta ao robô se Lanning está pensando em se retirar,e o robô diz que sim,e que é o obvio sucessor. Bogert usa isso para aumentar seu poder,mas Lanning fica furioso com essa mudança repentina na hierarquia e garante que Bogert entenda quem é o responsável.
Bogert depois sucede Lanning como diretor de pesquisa da U.S. Robôs e Homens Mecânicos S.A.

## Susan Calvin
Dr.a. Calvin é a personagem principal em grande parte dos contos.Ela é robopisicóloga chefe na U.S. Robos e Homens Mecânicos S.A.,
a maior manofaturadora de robôs no século 21.Tipicamente,Asimov retrata Dr.a Calvin como uma mulher muito comum,focada no seu trabalho e indiferente ás emoções normais,quase mais robótica do que seus "pacientes mecânicos".

## Gladia Delmarre
Gladia Delmarre,depois conhecida como Gladia Solaria e Gladia Gremionis,é uma personagem da Série Robôs de Isaac Asimov.